# Baorisa floresiana
Baorisa floresiana là một loài bướm đêm trong họ Noctuidae.